# Amadis Jamyn
Amadis Jamyn, född 1530 i Chaource nära Troyes, död där 1585, var en fransk skald. 
Jamyn stod i nära förhållande till Plejaden och var lärjunge till Ronsard. Hans översättning av Homeros (1574) blev mottagen med stor entusiasm och är också trots olika brister ett betydande arbete. Av mindre intresse är hans egna poesier, som huvudsakligen består av sonetter, elegier och oden och inte utmärks av någon originalitet. Framhävas bör dock Poème de la chasse och La libéralité, bägge dedicerade till Karl IX, vars sekreterare han var.